# Pánev Etoša

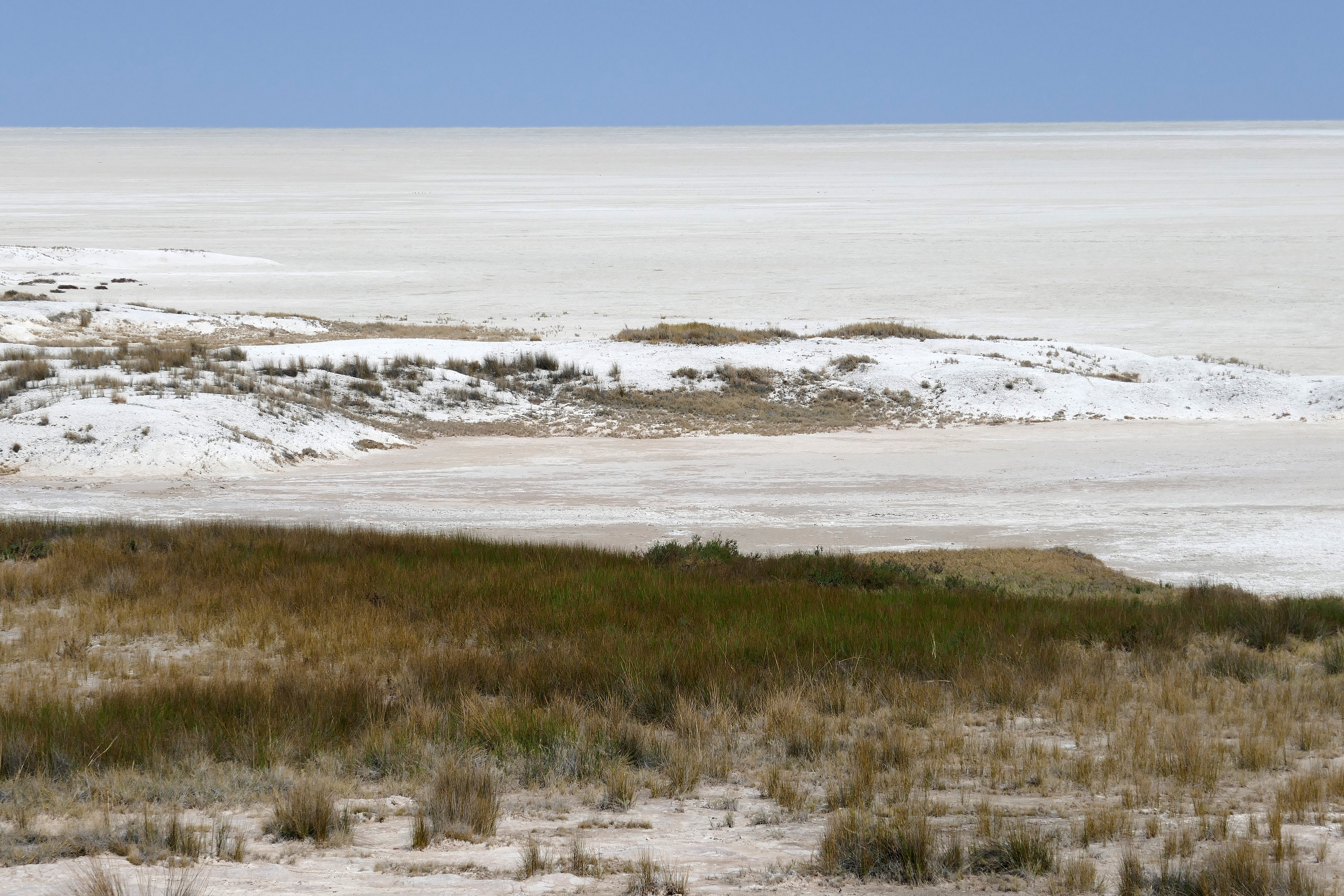
Pánev Etoša s jezerem vykrystalizované soli

Pánev Etoša je jedna z největších bezodtokých solných pánví v jižní Africe na severu Namibie. Je pozůstatkem starého pliocenního jezera. Její rozloha činí 4 800 km² a celá patří do národního parku Etosha, přírodní rezervací je oblast již od roku 1928. Nejvyšší nadmořská výška pánve je 1 065 m n. m. Půdu tvoří silná solná kůra, v období dešťů zde vzniká mělké slané jezero napájené občasnými přítoky ze severu. V období dešťů se u jezera zdržují plameňáci a pelikáni bílí. Mezi obvyklou faunu rovněž patří obyvatelé savan – velcí býložraví savci, hlavně sloni, pakoně, antilopy a zebry, a šelmy, převážně lvi a leopardi. Řídká vegetace je tvořena převážně slanomilnými rostlinami.